# Dave Fortman

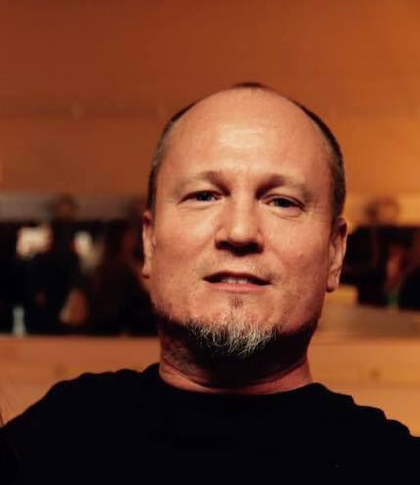

Dave Fortman es el guitarrista de la banda estadounidense de metal alternativo Ugly Kid Joe. Además, es un reconocido productor discográfico. Ha trabajado como productor para bandas como Superjoint Ritual, Watership Down, Eyehategod, Mudvayne, Otep, Slipknot en su cuarto álbum de estudio All Hope Is Gone, Simple Plan y en los dos álbumes certificados multiplatino de Evanescence The Open Door y Fallen. Fortman es copropietario de los estudios de grabación Balance Productions ubicados en Louisiana. En mayo de 2009, Scott Ian de Anthrax reveló que se encargará de mezclar el décimo disco de la banda llamado Worship Music.
Ha producido en el quinto álbum de estudio de Godsmack, The Oracle, lanzado el 4 de mayo de 2010.